# Siren Sundby
Siren Sundby, född 2 december 1982, är en norsk seglare.
Hon vann junior-VM i europajolle 1999 och 2000 och kvalade in till europajolletävlingarna vid sommar-OS 2000. 2003 blev hon både europamästare och världsmästare i europajolle. Året efter försvarade hon VM-guldet och tog också OS-guld i Aten.
Sundby blev 2003 utsedd till Årets kvinnliga seglare av Internationella seglingsförbundet.